# Anomala binotata
Anomala binotata — вид пластинчатовусих з підродини хрущиків, поширений у східній частині США (на захід до Колорадо та Нью-Мексико) та на півночі Мексики.

## Опис
Квіткоїд довжиною 10-11 мм. Зимують дорослі жуки.

## Розвиток
Самиця відкладає яйця навесні і незабаром після цього з яєць з'являються личинки. Личинки розвиваються приблизно 83 дні. Лялечка розвивається 16 днів.

## Екологія
Дорослий жук шкодить фруктовим деревам, а личинка є шкідником кукурудзи, пшениці та вівса, але не завдає особливої шкоди.